# 长征四号甲运载火箭
長征四號甲運載火箭於1979年由上海航天技术研究院開始研製，前後歷時十年。它是在風暴一號火箭及长征四号火箭的基礎上研製的，其主要任務是發射太陽同步軌道衛星，和各種對地觀測應用衛星系列，可把1.6吨重的卫星送入900千米高的太阳同步轨道，还可将3.8吨重的卫星送入高400千米、倾角70度的低地球轨道。該火箭主要特點有：增加了常規的三子級；全部採用常溫推進劑；一子級的發動機推力增大了，並加長了其貯箱；三子級發動機採用雙向搖擺式控制等。
1988年9月7日，長征四號甲火箭在太原衛星發射中心首次發射並成功地將中國第一顆試驗型風雲一號氣象衛星送入901公里高度的太陽同步軌道。

## 技術諸元
- 太陽同步軌道：1.6吨
- 離地質量：241吨
- 推力：2962吨
- 第一節燃料：四氧化二氮+偏二甲肼
- 第二節燃料：四氧化二氮+偏二甲肼
- 第三節燃料：四氧化二氮+偏二甲肼

## 发射记录
| 飞行次序           | 火箭序号 | 起飞时间（UTC+8）     | 发射工位                | 有效载荷  | 卫星轨道     | 发射结果 |
| ------------------ | -------- | --------------------- | ----------------------- | --------- | ------------ | -------- |
| 1                  | 遥一     | 1988年9月6日 04时30分 | 太原卫星发射中心7号场区 | 风云一号A | 太阳同步轨道 | 成功     |
| 2                  | 遥二     | 1990年9月3日 08时53分 | 太原卫星发射中心7号场区 | 风云一号B | 太阳同步轨道 | 成功     |
| \| 成功率：100% \| |          |                       |                         |           |              |          |
| 成功率：100%       |          |                       |                         |           |              |          |